# Bảo tàng quốc gia, Poznań

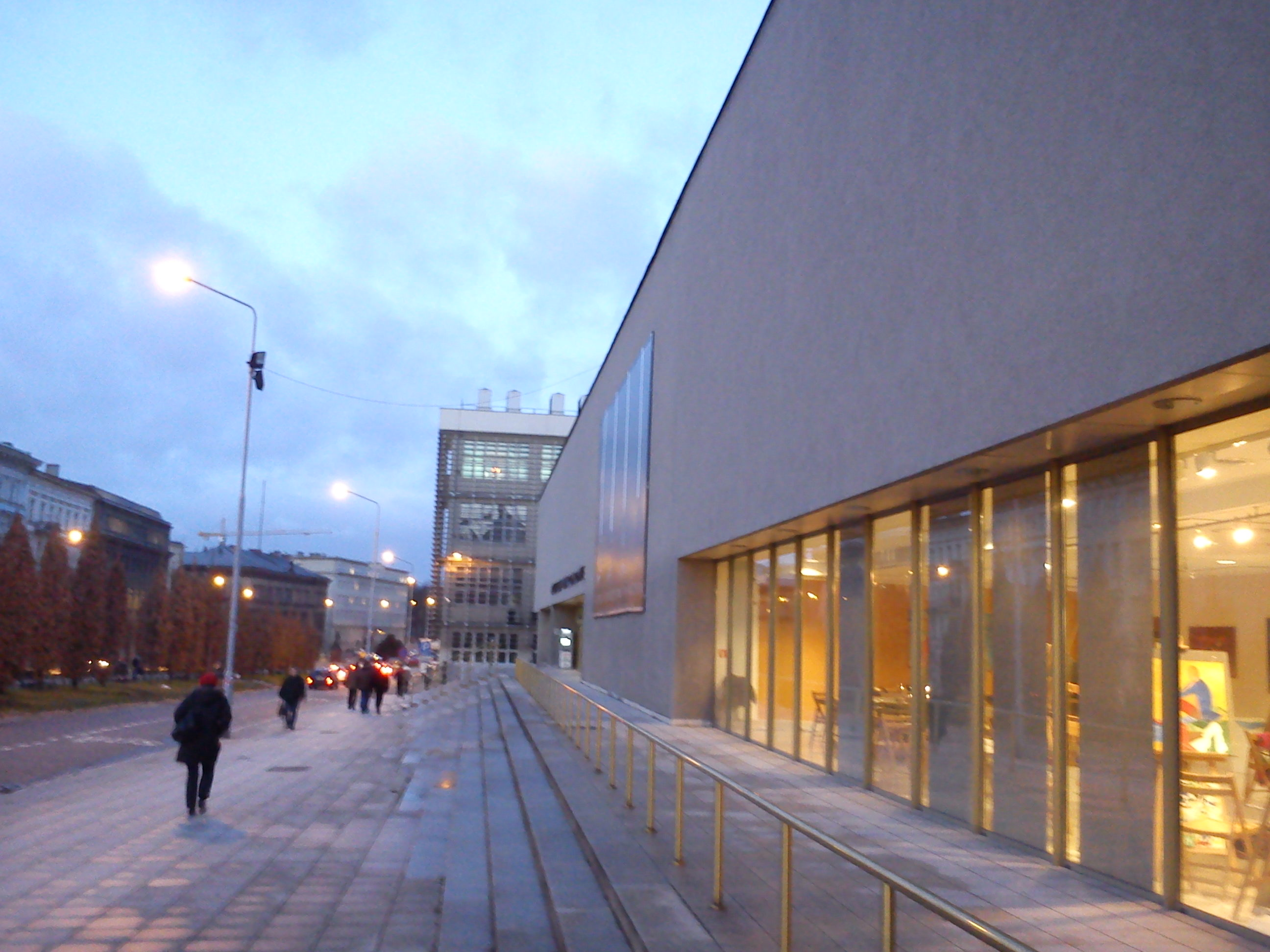
Cánh phía bắc mới, Phòng trưng bày nghệ thuật đương đại

Bảo tàng quốc gia ở Poznań (tiếng Ba Lan: Muzeum Narodowe w Poznaniu), Ba Lan, viết tắt MNP, là một tổ chức văn hóa thuộc sở hữu nhà nước và là một trong những bảo tàng lớn nhất ở Ba Lan. Nơi đây có bộ sưu tập tranh Ba Lan phong phú từ thế kỷ 16 trở đi, và bộ sưu tập tranh nước ngoài (Ý, Tây Ban Nha, Hà Lan và Đức). Bảo tàng cũng là quê hương của bộ sưu tập Numismatic và một bộ sưu tập của mỹ thuật ứng dụng.

## Lịch sử
Bảo tàng quốc gia tại Poznań được thành lập vào năm 1857, là "Bảo tàng cổ vật Ba Lan và Slav ". Năm 1894, bảo tàng được đổi tên thành Bảo tàng tỉnh Posen. Năm 1902, bảo tàng được đổi tên thành Kaiser-Friedrich-Museum. Tòa nhà hiện tại được thiết kế bởi Carl Hinckeldyen và được xây dựng vào năm 1904.
Trong Thế chiến II, tòa nhà bị hư hại, bộ sưu tập bị quân đội Đức cướp phá, trong khi nhiều vật triển lãm của bảo tàng, bao gồm các bộ sưu tập tự nhiên và dân tộc học, đã bị phá hủy. Sau chiến tranh, Chính phủ Ba Lan đã lấy lại nhiều tác phẩm của người Đức. Vào đầu những năm 1960 và 1970, dự án cánh phía bắc mới của bảo tàng được thiết kế bởi kiến trúc sư Marian Trzaska. Vào những năm 1990, nó đã được nhà thiết kế nội thất Witold Gyurkovich điều chỉnh và mở cửa cho công chúng vào năm 2001.

## Bộ sưu tập
Các bộ sưu tập của Bảo tàng được trưng bày trong bảy phòng triển lãm theo chủ đề khám phá các xu hướng và kỷ luật chính của thời đại: Phòng trưng bày Cổ vật, Thời Trung cổ, Nghệ thuật Ba Lan từ thế kỷ 16 đến 18, và ở cánh mới, Phòng trưng bày Ba Lan nghệ thuật từ thời kỳ phân vùng nước ngoài cho đến khi kết thúc Thế chiến II, Phòng trưng bày nghệ thuật châu Âu (hoặc Hội họa nước ngoài), Phòng triển lãm nghệ thuật hiện đại và Phòng trưng bày thiết kế đồ họa và áp phích. Năm 2006, các bộ sưu tập của bảo tàng bao gồm tổng tất cả 309 569 hiện vật nghệ thuật và 4119 vật gửi.
Các tác phẩm của nhiều nghệ sĩ Ba Lan nổi bật được trưng bày trong Phòng trưng bày nghệ thuật Ba Lan, bao gồm các bức tranh của Jan Matejko, Olga Boznańska, Jacek Malczewski, Stanisław Wyspiański, Leon Wyczółkowski và Władysław Czachórski.

### Phòng triển lãm tranh nước ngoài
Tòa nhà chính có một trong những phòng triển lãm tranh nước ngoài lớn nhất ở Ba Lan, chủ yếu có nguồn gốc từ bộ sưu tập thuộc sở hữu của Bá tước Raczyński: 
| - Sofonisba Anguissola, Trò chơi cờ vua, - Francesco Bassano, Forge của Vulcan, - Giovanni Bellini, Madonna với trẻ em, - Bernardo Bellotto, Cuộc bầu cử của Stanislas Augustus, - Paulus Bor, Bacchus, - Agnolo Bronzino, Chân dung Cosimo I dei Medici trong Giáp, - Robert Campin, đóng đinh, - Juan Carreño de Miranda, Giả định, - Joos van Cleve, Gia đình thánh, - Alonso Sánchez Coello, Lễ Hoàng gia, - Paul Delaroche, người hành hương ở Rome - Anthony van Dyck, Chúa Kitô được Thiên thần ủng hộ, - Lucas Cranach Người cao tuổi, Hercules và Omphale, - Jan van Goyen, Cảng cá, - Jan van Kessel, <i id="mwWw">el Mozo</i>, Người lùn với một con chó, | - Hans Makart, Faun Chơi Syrinx, - Quentin Massys, Madonna và Đứa trẻ với Chiên, - Claude Monet, Bãi biển ở Pourville, - Johann Friedrich Overbeck, Cuộc hôn nhân, - Francesco Raibolini, Madonna và trẻ em với Thánh Phanxicô, - Jacob Ruysdael, Câu cá, - Salomon van Ruysdael, A Catch of Fish trên sông Rhine tại Arnhem, - Daniel Seghers, Thánh gia trong vòng hoa, - Frans Snyder, Wild Boar Hunt, - Bernardo Strozzi, Sự bắt cóc của Europa, - David Teniers the Younger, Chiến dịch, - Tintoretto, Cuộc bao vây Asola, - Palma Vecchio, Sacra Conversazione, - Diego Velázquez, Người phụ nữ mù, - Francisco de Zurbarán, Trinh nữ Mân côi được tôn sùng bởi những người nhiệt tình. |

## Bộ sưu tập

Collection highlights
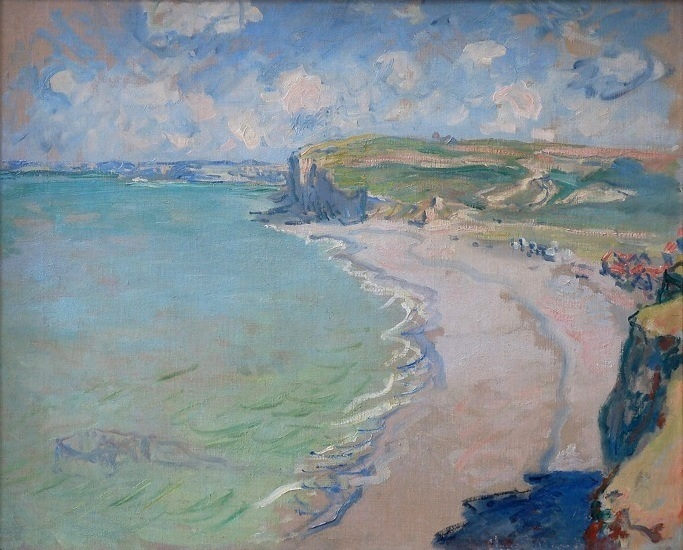
Bãi biển ở Pourville, Claude Monet, 1882
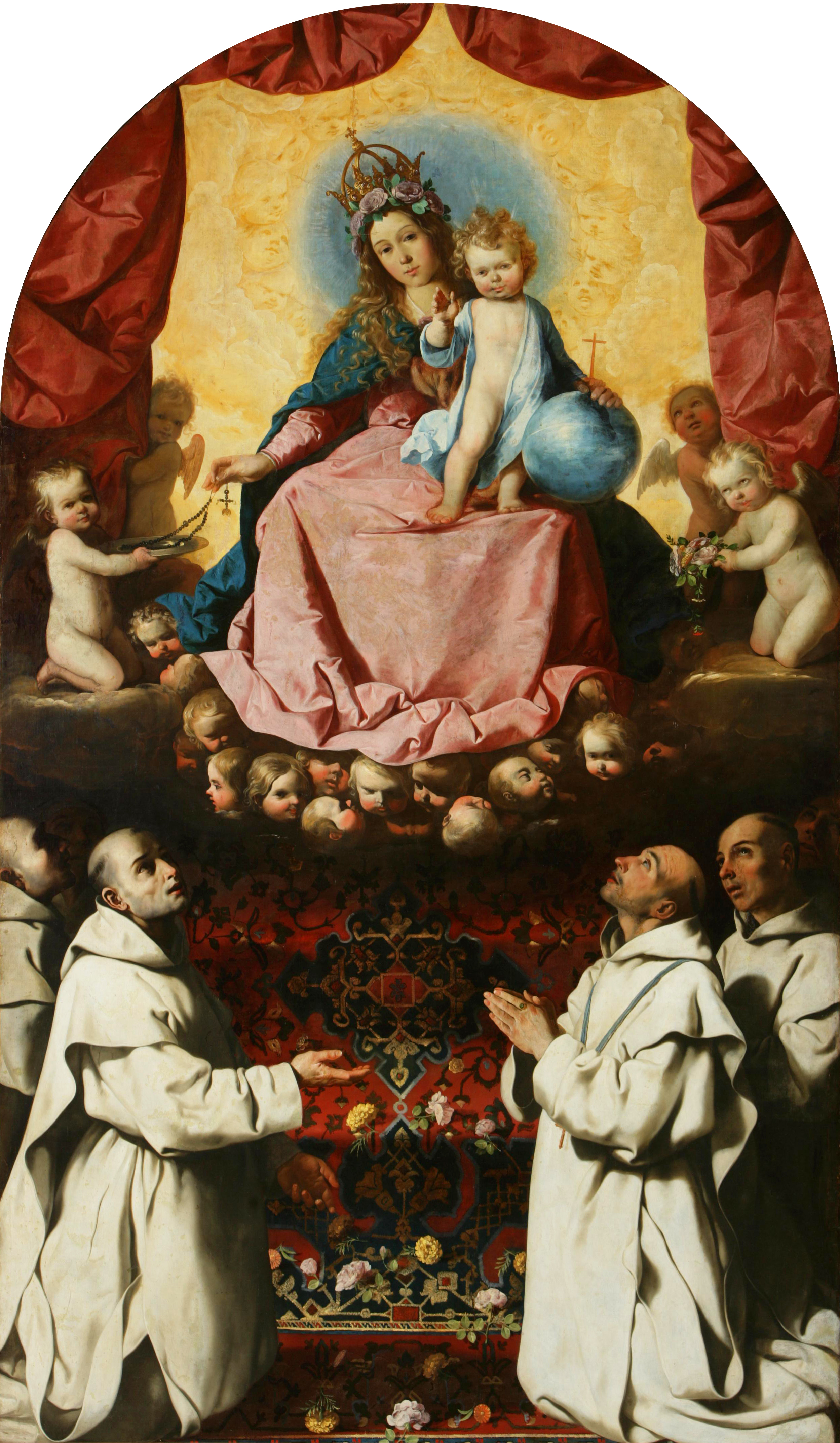
Đức Trinh Nữ Mân côi được tôn sùng bởi những người nhiệt tình, Francisco de Zurbaran, khoảng năm 1637
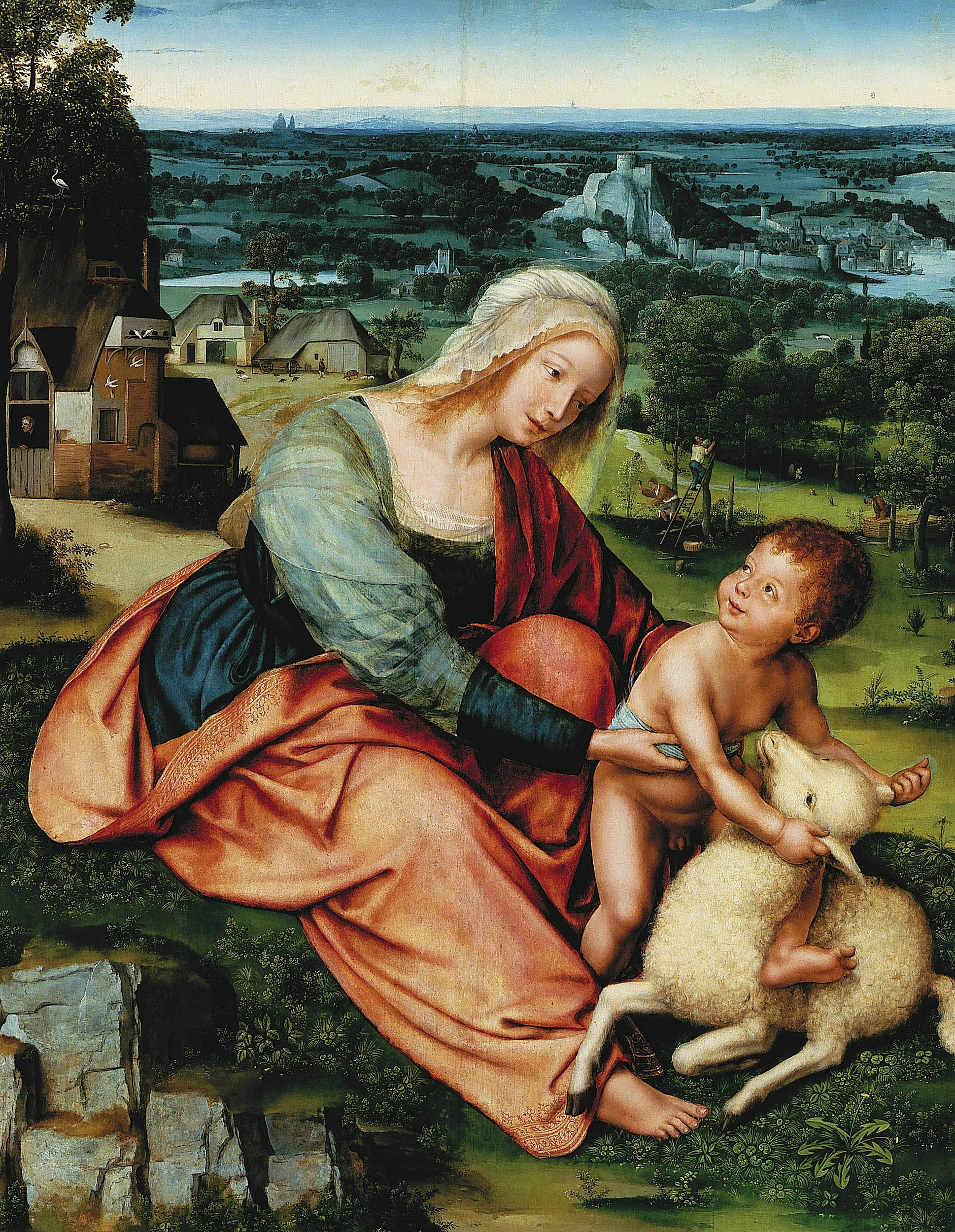
Massys Madonna và Đứa trẻ với Chiên, Quentin Massys, ca. 1513
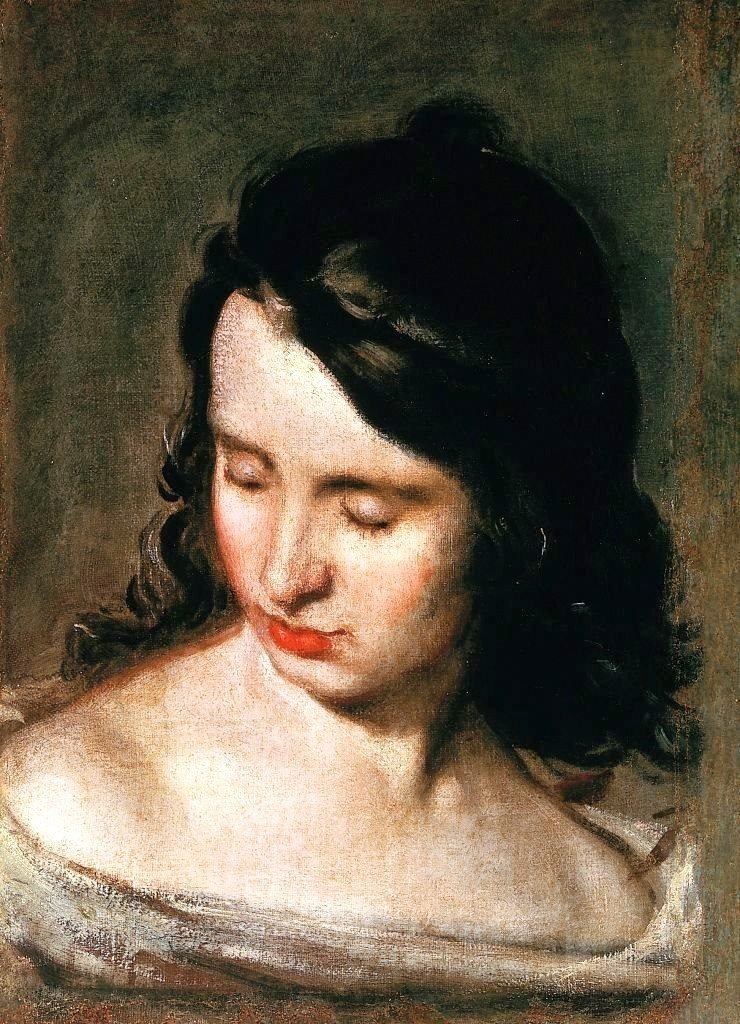
Người phụ nữ mù, Diego Velázquez, thập niên 1650
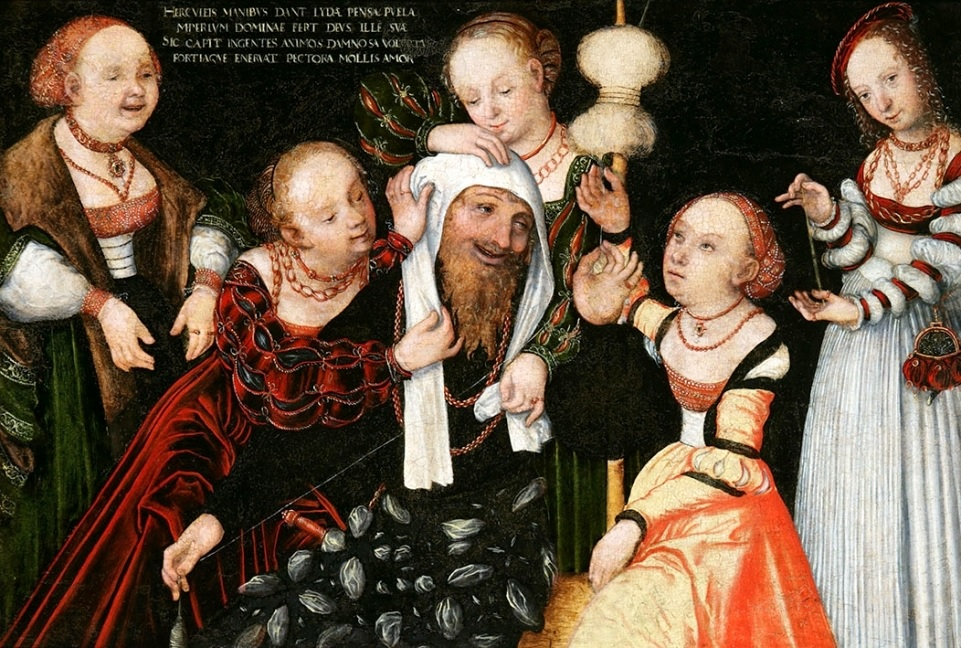
Hercules và Omphale, Lucas Cranach Elder, 1537
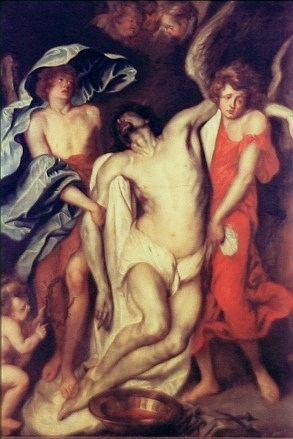
Chúa Kitô được ủng hộ bởi các Thiên thần, Anthony van Dyck, 1640-1650
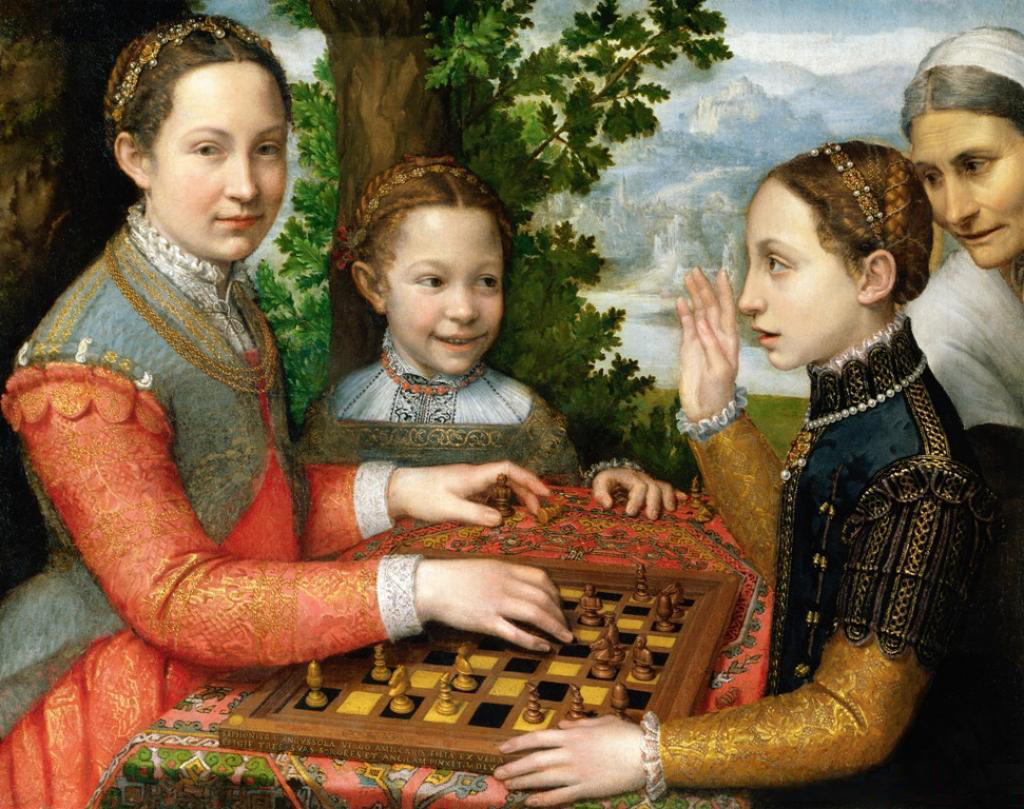
Trò chơi cờ vua, Sofonisba Anguissola, 1555
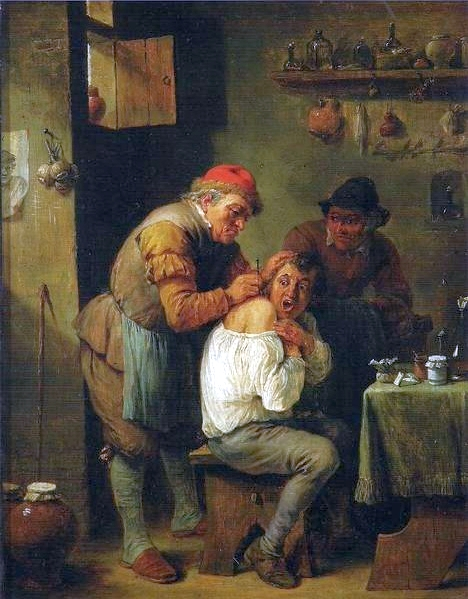
Chiến dịch, David Teniers the Younger, 1655
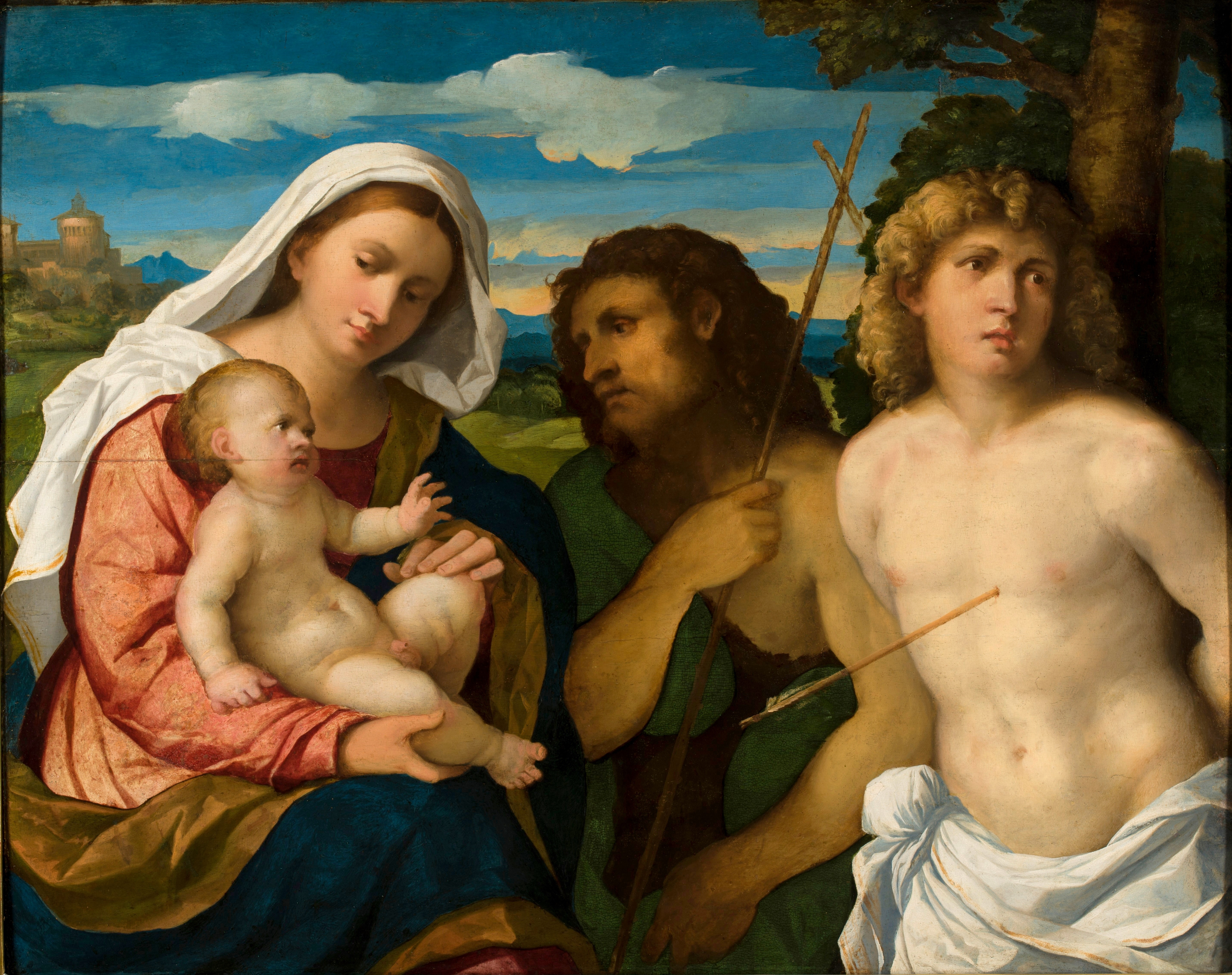
Cuộc trò chuyện linh thiêng, Palma Vecchio, khoảng 1516-1518
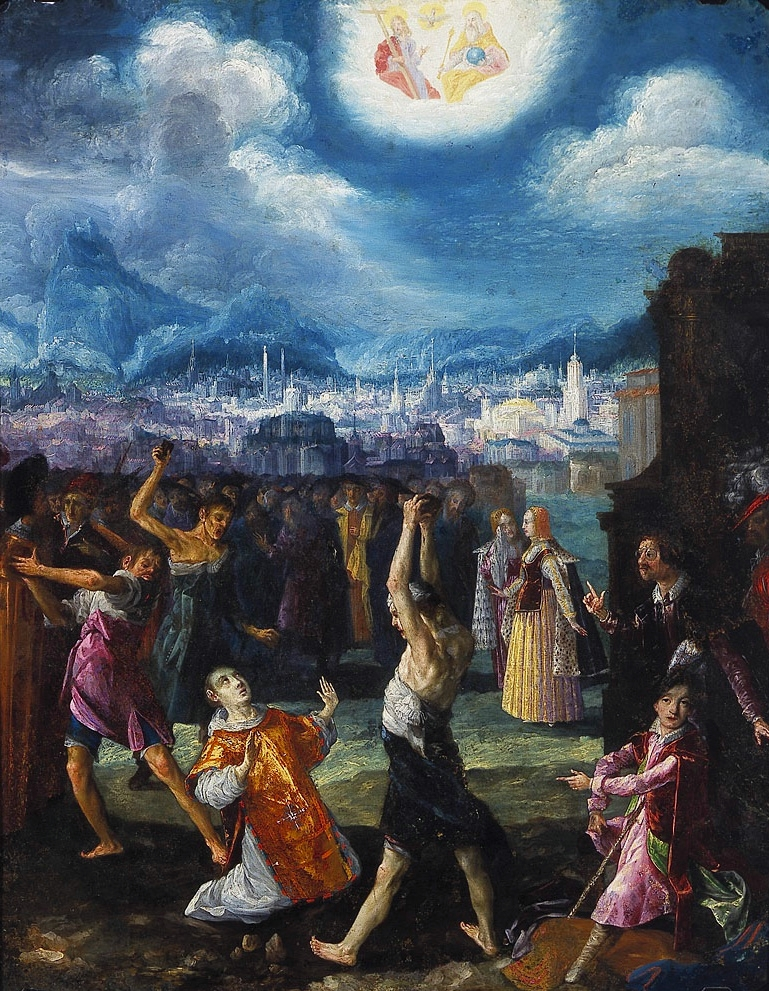
Sự ném đá của Saint Stephen, Bartholomeus Strobel, ca. 1618